# Makaro/Ward Island
Makaro/Ward Island ist eine Insel im Süden des Wellington Harbour bei Wellington in Neuseeland. Sie liegt in der Hafenzufahrt zwischen der Miramar Peninsula im Westen und dem etwa 2 km östlich gelegenen Eastbourne an der Ostküste des Hafens. Die deutlich größere Insel Matiu/Somes Island liegt etwa 5 km nördlich.
Nach der Legende der Māori erhielten die Inseln Matiu und Makaro ihre ursprünglichen Namen von Kupe, dem legendären ersten Navigator, der mit Berichten über Neuseeland in seine Heimat Hawaiki zurückkehrte. Die Inseln soll er nach seinen Töchtern (andere Versionen der Legende sprechen von Nichten) benannt haben, als er vor etwa 1000 Jahren erstmals in den Wellington Harbour einfuhr.
Die Insel erhielt vom New Zealand Geographic Board offiziell den bilingualen Namen Makaro/Ward Island.
Die Hauptmasse der Insel besteht aus einem steil abfallenden Block gelblich-braunen Argillits (eines Talkschiefers) mit einer abgeflachten Oberfläche. Die Ostküste der Insel besteht aus Grauwacke-Geröll. Der Rest der Küstenlinie ist felsig. Zwei kleine Sandstrände an der Westküste sind den etwa 20 Meter hohen Klippen vorgelagert. Die Küste, vor allem das Südende, ist von zahlreichen kleinen Felsriffen umgeben.
Die Hauptfahrrinne der Hafenzufahrt verläuft westlich von Ward Island. Das Meeresgebiet östlich zwischen Ward und Eastbourne ist hingegen zu seicht für größere Schiffe. Vor der Westküste befindet sich ein Leuchtfeuer.
Die Insel wurde bereits im frühen 19. Jahrhundert von Māori der Ngati Ira als Rückzugsort in Kriegszeiten (Pā) genutzt, das als Rückzugsort jedoch nicht dauerhaft bewohnt war. Da die Insel mit ihren steilen Klippen bereits Schutz bot, mussten keine Befestigungsanlagen errichtet werden.
Während des Zweiten Weltkrieges wurde eine 1,8 km lange U-Boot-Sperre aus Holzpfählen zwischen der Robinson Bay bei Eastbourne und der Ostküste der Insel errichtet, ein an Bojen verankertes Sperrnetz zog sich weiter von der Westseite der Insel nach Kau Point an der Westseite der Hafenzufahrt. Davon sind nur noch einige Betonblöcke an der Westseite der Insel erhalten.
Die Insel wird gern mit Sportbooten angefahren, die Felsküste wird zum Angeln und Schnorcheln genutzt. Ward Island ist vom DOC als wissenschaftliches Schutzgebiet eingestuft, so dass Camping, Lagerfeuer und Hunde nicht erlaubt sind.
Auf der Insel lebt eine kleine Population von Möwen und anderen Seevögeln, die an den steilen Hängen nisten. Ansonsten ist die Insel unbewohnt. Vor dem Südende der Insel befinden sich Felder aus Wasserpflanzen, in denen zahlreiche Fische und essbare Muscheln wie Paua und Grünlippmuschel leben.
Um die Ansiedlung von Nagern zu verhindern, betreibt das DOC seit 2005 auf der Insel Köderstationen, die Pellets mit dem Wirkstoff Brodifacoum enthalten.
Die Makaro Street in Eastbourne ist nach der Insel benannt, die von ihrem westlichen Ende aus zu sehen ist.